# تلفزيون الصين المركزي CCTV-4
CCTV-4 هي القناة الرابعة التلفزيونية الوطنية لجمهورية الصين الشعبية. و هي قناة عامة عالمية ناطقة بالصينية تنتمي إلى تلفزيون الصين المركزي (بالماندرين:中国中央电视台)، و هي واحدة من المؤسسات الحكومية الرسمية الصينية.
ظهرت في 1 أكتوبر 1992، و هي قناة مختصة ضمن مجموعة "CCTV" و تبث على أقمار صناعية مختلفة في جميع أنحاء العالم، 24 ساعة على 24.

## التاريخ
رابع قناة صينية تم إنشاؤها في عام 1992. و كان هدفها تقديم عدة برامج عالمية بالصينية للمواطنين و الناطقين بالصينية في العالم. و كانت تبث عبر الكابل و لم تكن تبث في هونغ كونغ وماكاو (المنضمة إلى الصين حاليا) و تايوان. و بعد ذلك تم فتح القناة في جميع أرجاء العالم.

## البرامج
تبث القناة عدة برامج محلية و وطنية ذات نطاق عالمي و يوجد:
- 中文简讯 : نشرات الأخبار (في فترات منتظمة من اليوم)
- 新闻联播 : النشرة الإخبارية الرسمية (مأخوذة من تلفزيون الصين المركزي CCTV-1)
- 快乐中国 : الصين فرحة (برنامج تعريفي بالصين)

إضافة إلى عدة برامج وثائقية و حوارية و سياسية و اجتماعية على مدار الساعة.

## البث
تبث القناة في أرجاء مختلفة من العالم عبر الساتل والكابل وADSL إضافة إلى البث عبر الأنترنت في الموقع الرسمي للقناة.

## مقالات ذات صلة
- تلفزيون الصين المركزي.
- مقر تلفزيون الصين المركزي.

## روابط خارجية
- الموقع الرسمي لقناة CCTV-4.